# ロイド (歌手)
ロイド（英 : Lloyd、1986年1月3日 - ）とは、アメリカ合衆国ジョージア州アトランタ出身のR&Bシンガーである。本名は、ロイド・ポライト・ジュニア。身長175cm。

## 人物
生まれはルイジアナ州ニューオリンズだが、ジョージア州アトランタで育つ。10代の頃は「N-Toon」というポップグループに所属していたが、2001年に解散。その後、2004年にメジャーレーベル「Irv Gotti's The Inc. Records」に見出され、契約を結ぶ事になる。2004年にはデビューアルバム『Southside』をリリースし、全米ビルボード200にて初登場11位を記録した。続いて2007年に発表した2ndアルバム『Street Love』では、それを大幅に上回る初登場2位を記録。全米トータルセールスも50万枚を突破し、ゴールドディスクに認定されるなど、彼の最大のヒット作となっている。

## 私生活
2010年9月3日、ロイドは特徴的な長い髪を切り落とし、慈善団体に寄付した。
現在、1男1女の父親である。
後頭部にタトゥーを入れている。

## ディスコグラフィー

### アルバム
| 発売日        | タイトル        | 販売レーベル                                       | 全米アルバムチャート最高位 | セールス |
| 2004年7月20日 | Southside       | The Inc, Def Jam                                   | 11位                       |          |
| 2007年3月13日 | Street Love     | The Inc., Sho'nuff, Universal Motown, Young Goldie | 2位                        | ゴールド |
| 2008年8月4日  | Lessons in Love | Young Goldie, The Inc., Universal Motown           | 7位                        |          |
| 2011年7月5日  | King of Hearts  | Zone 4, Interscope                                 | 10位                       |          |

### EP
- Like Me: The Young Goldie EP (2009)

### ミックステープ
- The Playboy Diaries (2012)